# قتلغ نگار بیگم
قتلغ نگار بیگم اولین همسر و ملکه عمر شیخ میرزای دوم حاکم دره فرغانه، بود.
او یک شاهدخت از مغولستان و دختر یونس خان خاقان مغولستان همچنین مادر بابر بنیانگذار گورکانیان هند بود.

## خانواده
قتلغ نگار خانم به عنوان شاهزاده خانم مغولستان به دنیا آمد و دومین دختر یونس خان، خان بزرگ مغولستان، و همسر اصلی او آیسان دولت بیگم بود.پدربزرگ پدری او اویس خان، خاقان مغولستان و سلف پدرش بود.
قتلغ از طرف پدری از نوادگان مستقیم چنگیز خان، بنیانگذار و خان بزرگ امپراتوری مغول بود. قتلغ از آنجایی که دختر یک خان بود، در بدو تولد لقب خانم (دختر خان یا شاهزاده خانم) را داشت.
خواهر بزرگش، مهرنیگر خانم، با سلطان احمد میرزا، پسر بزرگ ابوسعید گورکان و خواهر کوچکترش خوب نگر خانم با جانشین سلطان احمد میرزا، سلطان محمود میرزا، ازدواج کرد.